# كونور ماكغفرن
كونور ماكغفرن (بالإنجليزية: Connor McGovern)‏ هو لاعب كرة قدم أمريكية أمريكي، ولد في 27 أبريل 1993 في فارغو في الولايات المتحدة.

## وصلات خارجية
- كونور ماكغفرن على موقع مرجع كرة القدم المحترفة.كوم (الإنجليزية)